# Croton callicarpifolius
Espèce
Classification APG III (2009)
Croton callicarpifolius est une espèce de plantes à fleurs du genre Croton et de la famille des Euphorbiaceae, présente de l'Équateur au Pérou.

## Synonymes
- Oxydectes callicarpifolia (Vahl) Kuntze
- Croton callicarpifolius var. genuinus Müll.Arg.
- Croton callicarpifolius var. pubescens Müll.Arg.